# Burst Angel
Burst Angel (japanisch 爆裂天使, Bakuretsu Tenshi, dt. „Explosionsengel“) ist eine mit 24 Folgen abgeschlossene Anime-Fernsehserie die vom Studio Gonzo animiert wurde. Die Serie lief 2004 im japanischen Fernsehen und wurde auch als Manga adaptiert. Die Geschichte erzählt von einer aus vier Mädchen bestehenden Söldnertruppe in einem dystopischen Japan der nahen Zukunft. 

## Handlung
Das Tokio des Jahres 2050 ist zu einem Polizeistaat geworden. Während es wenigen Menschen noch gut geht, sind Teile der Stadt zerstört und verarmt und die Kriminalität floriert. Die neu geschaffene Polizeieinheit RAPT soll Ordnung schaffen, sorgt mit ihren gewalttätigen und oft tödlichen Einsätzen nur für noch mehr Unsicherheit. In dieser Situation entsteht ein vierköpfiges Team, das im Auftrag des Syndikates agiert. Die familiär mit dem Syndikat verbundene Sei nimmt als Anführerin zuerst die überaus talentierte Hackerin Amy in ihr Team auf, die noch nicht über das Grundschulalter hinaus ist. Es folgen die beiden Mitarbeiterinnen fürs „Grobe“, Jo und Meg. Jo ist eine unerreichte Kämpferin, die im Falle eines Falles in ihren Mecha Django schlüpfen kann, um schwereren Gegnern zu begegnen. Meg ist mit ihr unzertrennlich verbunden, die beiden sind Freunde fürs Leben. Schließlich werben sie noch den jungen Kyōhei an, der bei ihnen als Koch arbeitet.
Die Gruppe um Sei sieht sich nun gehäuft mit außer Kontrolle geratenen Robotern konfrontiert sowie Drogenhandel und Experimenten an Menschen mit neuartigen Substanzen. Zwischen den Vorfällen scheint es Verbindungen zu geben und alles deutet auf die RAPT als Drahtzieher hin, die ihren Einflussbereich auf ganz Japan auszubreiten versucht.

## Charaktere
Jo (ジョウ, Jō)
Die 17-jährige Jo wird auch Engel aus der Hölle genannt. Auf ihrem linken Arm erscheint bei Kämpfen oft ein lilafarbenes Zeichen, welches die Form von Flügeln hat. Jo ist ein eher in sich gekehrter Mensch, der sich nur für Horrorfilme zu begeistern scheint und im Kampf erst richtig aufgeht. Ihre beiden Desert Eagle beherrscht sie blind, und wenn es hart auf hart kommt, hat sie mit Django einen mächtigen Mecha auf ihrer Seite. Sie und Meg haben sich in New York kennengelernt, wo Jo und Meg nur überlebten, weil sie einander beigestanden haben. An die Zeit vor ihrem Treffen mit Meg kann sich Jo anfänglich überhaupt nicht erinnern, erst mit der Zeit wird unter anderem durch Rückblenden deutlich, wer Jo wirklich ist.
Meg (メグ, Megu)
Die 15 Jahre alte Meg ist die attraktive Partnerin von Jo. Sie ist gefräßig und immer fröhlich. Meistens benutzt Sie ebenfalls Feuerwaffen, nur in einer Episode werden Kung-Fu-Kräfte in ihr geweckt, wodurch Sie das Team retten kann*. Sie ist mit Jo eng befreundet, als sie nach der Zerstörung ihres alten Hauses in ein neues ziehen freut sie sich wie ein Schneekönig, dass sie und Jo in einem Bett schlafen.
Amy (エイミー, Eimī)
Amy ist mit gerade einmal 11 Jahren das Nesthäkchen der Gruppe. Sie ist trotz ihres Alters eine begnadete Hackerin. Sonst ist sie frech und ziemlich aufgeweckt. In der Freakstadt Akihabara ist sie eine echte Berühmtheit.
Sei (セイ, Sei)
Sei ist 19 und Enkelin des Anführers der Triade des weißen Drachen. Sie fährt einen stark motorisierten Sportwagen mit Flügeltüren, hat hochwertiges technisches Equipment und ist so gut wie nie selbst im Einsatz. Sie besorgt Aufträge und versorgt Jo und Meg zusammen mit Amy mit wichtigen Informationen.
Kyohei (立場無 恭平, Kyōhei Tachibana)
Der 18-jährige Kyohei wird von Amy und Sei als Koch angeheuert. Doch gleich am ersten Tag wird er von Feinden entführt. Nachdem Meg ihn gerettet hat, hat er allerdings die Nase schon wieder voll von diesem Job. Sei kann ihn jedoch überreden und er bleibt, obwohl er immer wieder in aberwitzige und gefährliche Situationen gerät. Kyohei will mit seinem Job genug Geld verdienen, um in Frankreich eine Ausbildung als Konditor zu beginnen.

### Nebencharaktere
Leo (Leo Jinno)
Leo ist ein begnadeter Mechaniker, der Django gebaut hat und ihn repariert und wartet. Später zeigt sich, dass Leo ein sowohl was Mut als auch was Gefährlichkeit angeht nicht zu unterschätzender Kämpfer ist.
Ichimonji Hayao
Ichimonji tritt zwar nur sporadisch auf, doch ist er deshalb wichtig, weil er Informationen beisteuert, die aus der Handlung nicht direkt hervorgehen. So zum Beispiel, dass RAPT nicht nur mit übertriebener Härte gegen mutmaßliche Verbrecher vorgeht, sondern durch RAPT Verhaftete häufig nicht vor Gericht gestellt werden, weil sie vorher ums Leben kommen.
Takane Katsu
Takane war früher Anführerin einer Frauen-Motorradgang. Mittlerweile ist sie jedoch Polizistin bei der Polizei von Osaka und Kobe. Sie ist kämpferisch, hat ein ausgeprägtes Gerechtigkeitsempfinden und einen ausgeprägten Dickkopf. Wenn sie sich einmal etwas in den Kopf gesetzt hat, lässt sie sich davon kaum noch abbringen. Obwohl sie Polizistin ist, trägt sie weiterhin die  Kluft ihrer Gang.
Marion
Marion ist genauso alt wie Jo, da sie ebenfalls ein Produkt des Geheimprojekts ist, dem Jo entflohen ist. Sie ist eine ebenbürtige Gegnerin. Obwohl Jo und Marion einen Kampf auf Leben und Tod führen, endet das Kräftemessen unentschieden, beide Kämpferinnen überleben den Kampf körperlich unversehrt.
Glenford
Glenford tritt erst am Ende der Serie auf, doch kommt ihm eine wichtige Rolle zu. Er verwandelt Tokyo in einen Polizeistaat; sein erklärtes Ziel ist ein Staat, in dem nur dumme Schafe leben, die man scheren kann. Vor allem solche, die keine Fragen stellen. Er ist die treibende Kraft, durch die die Handlung in Windeseile dem finalen Showdown entgegenstrebt.

## Konzeption
Die Serie vereint die actionlastigen Science-Fiction des Regisseurs Koichi Ohata, die seit der Serie M. D. Geist sein Markenzeichen ist, mit Einflüssen aus dem Western-Genre. So verhalten sich der Mecha wie auch Jo ähnlich den Helden der Western-Filme und nehmen häufig typische Cowboy-Posen ein. Die Handlung wird von den vier weiblichen Hauptcharakteren getragen, wobei auch Fanservice häufig vorkommt. Die Geschichten laufen meist so ab, dass Meg und Jo zum Einsatz geschickt werden, während Amy und Sei sie aus der Ferne unterstützen. Meg gerät in die Gewalt der Gegner und wird von Jo unter Einsatz ihrer Kampfkünste, manchmal auch ihres Mecha, gerettet.

## Entstehung und Veröffentlichungen
Die Idee für die 24 Folgen umfassende Serie entstand im Animationsstudio Gonzo. Regisseur Koichi Ohata setzte das von Fumihiko Shimo geschriebene Drehbuch um. Die Charaktere wurde von Kanetoshi Kamimoto und Osamu Horiuchi entworfen, wobei Ugetsu Hakua die Konzept-Skizzen lieferte. Die künstlerische Leitung übernahmen Aki Makoto und Toshikazu Ishiwata. In Japan wurde die Serie vom 6. April bis zum 21. September 2004 auf den Sendern Animax, Bandai Channel und TV Asahi übertragen und später auf DVD angeboten. 
Eine Original Video Animation mit dem Titel Burst Angel: Infinity (爆裂天使 -INFINITY-) erschien am 23. März 2007. An der Produktion waren im Wesentlichen die gleichen Personen beteiligt die an der Fernsehserie mitwirkten. Allerdings treten wesentlich weniger Charaktere auf. Sie besteht aus einer Folge die von einem Psychopath handelt, der sich daran befriedigt die Taten seines Cyborgs zu filmen. Nachdem er bereits Megs kleine Freundin Shierly ins Krankenhaus brachte, macht er in der Folge Jagd auf Meg.
Außerhalb Japans erschien die Serie in zahlreichen westlichen Ländern wie den Vereinigten Staaten, Frankreich, Spanien und Italien sowie in Russland, Taiwan, den Philippinen und Lateinamerika. In Deutschland erschien der Anime vom 30. Mai bis 9. Dezember 2005 bei Panini Video auf sechs DVDs, sowie am 16. November 2007 als Boxset. Im Set enthalten war auch die OVA aus dem gleichen Jahr, allerdings mit Untertiteln und ohne Synchronisation. Diese Fassung erschien auch als Beigabe zum Magazin AnimaniA. Vom 5. Juni 2007 bis zum 27. Oktober 2007 wurde er vom Sender Animax ausgestrahlt. Eine Neuauflage als DVD- und Blu-ray-Boxset erfolgte am 4. Juli 2014 durch Nipponart. Außerdem wird die Serie von Amazon per Streaming angeboten.

### Synchronisation
Die deutsche Fassung entstand bei G&G Studios unter der Regie und nach einem Dialogbuch von Christian Schneider.
| Rolle  | Japanischer Sprecher (Seiyū) | Deutscher Sprecher |
| ------ | ---------------------------- | ------------------ |
| Jo     | Akeno Watanabe               | Kordula Leiße      |
| Meg    | Megumi Toyoguchi             | Britt Gülland      |
| Amy    | Mikako Takahashi             | Katja Liebing      |
| Sei    | Rie Tanaka                   | Ilya Welter        |
| Kyohei | Yūji Ueda                    | Heiko Obermöller   |

### Musik
Die Musik der Serie wurde komponiert von Masara Nishida. Der Vorspanntitel ist Loosey von The Stripes und der Abspann wurde mit Under the Sky von cloudica unterlegt. Während der Folgen wird auch das Lied Hitoshizuku (一雫) von Shinji Kakijima eingesetzt. Die Hintergrundmusik ist vom Soundtrack der Italo-Western beeinflusst.

## Manga
Mit Originaltitel Bakuretsu Tenshi: Angel’s Adolescence (爆裂天使Angel’s Adolescence) erschien am 27. Juli 2004 ein Manga als Prequel zur Anime-Fernsehserie. Er wurde von Minoru Murao gezeichnet und erschien bei MediaWorks im Magazin Dengeki Comic Gao!. Die Serie wurde 2005 abgeschlossen und auch gesammelt in drei Bänden veröffentlicht. Die Handlung erzählt von der Hintergrundgeschichte von Jo und Meg und wie beide zu den Burst Angels gekommen sind, wobei die Darstellung nahe an eine romantische Beziehung kommt (Yuri).
Der Manga wurde im Herbst 2005 in deutscher Fassung durch Planet Manga angeboten. Eine englische Fassung erschien bei Tokyopop.

## Rezeption
Laut der deutschen Fachzeitschrift Animania wird die Serie von den charakterlich sehr unterschiedlich angelegten weiblichen Hauptfiguren bestimmt. Dabei werde häufig auf Fanservice gesetzt, jedoch nicht so platt wie in anderen Produktionen. Insbesondere Jo und Django zeigten den Einfluss eines Western-Stils auf die Serie, der sich ebenso auf die Musik und die Umgebung auswirkte. Dabei unterstütze die passende, flotte Musik gut die Handlung und die Animationen seien teilweise auf hohem Niveau. Jedoch zeigten die Computergrafiken an manchen Stellen Schwächen, sodass die Serie nicht die Qualität erreicht, wie die vom Studio Gonzo zuvor produzierte Serie Last Exile. Die Handlung sei wenig hintergründig und auf Action ausgelegt, die Figur des Kyohei wirke deplatziert, er passe nicht in den Rest der Serie. Dennoch biete Burst Angel gute „Popcorn-Unterhaltung“. Die deutsche Synchronisation sei durchwachsen, einige Stimmen seien gewöhnungsbedürftig, manches Lachen klinge aufgesetzt. Die Mangaszene zeigt sich vom Anime wenig begeistert und stellt dabei vor allem die stereotypen Charaktere, bei denen zumindest jeder Zuschauer eine Favoritin finden könne, und vorhersehbaren Handlungsbögen heraus. Die beiden Protagonistinnen seien wenig sympathisch, dennoch konzentriere sich die Geschichte auf die enge Beziehung der beiden, die gelegentlich auch als romantisch angedeutet werde. Letztlich sei der Anime „unterdurchschnittlich solide Unterhaltung […] ohne nennenswerte Vorzüge, aber auch nicht grottenschlecht.“
Der Manga wird von der AnimaniA für den Stil des Zeichners Minaro Murao gelobt, der zuvor nur in der Animeproduktion tätig war: „Akzentsetzung mit abgestuften Schwarz- und Grautönen verleiht den Szenen Räumlichkeit, die durch dynamische Panel-Einteilung gekonnt unterstützt wird.“ Zusammen mit der klaren Strichführung würden die Actionszenen filmreif umgesetzt.